# Zeena Parkins
Pour les articles homonymes, voir Parkins.
Zeena Parkins est une harpiste américaine, née en 1956 à Détroit.

## Discographie
- 1987 - Something Out There
- 1993 - Nightmare Alley
- 1995 - Isabelle
- 1996 - Mouth=Maul=Betrayer
- 1998 - No Way Back
- 2006 - Necklace
- 2010 - Between the Whiles